# Mujong
Los mujong fueron un clan de los sienpei que fundaron una de las efímeras dinastías chinas norteñas en el siglo IV.

## Historia

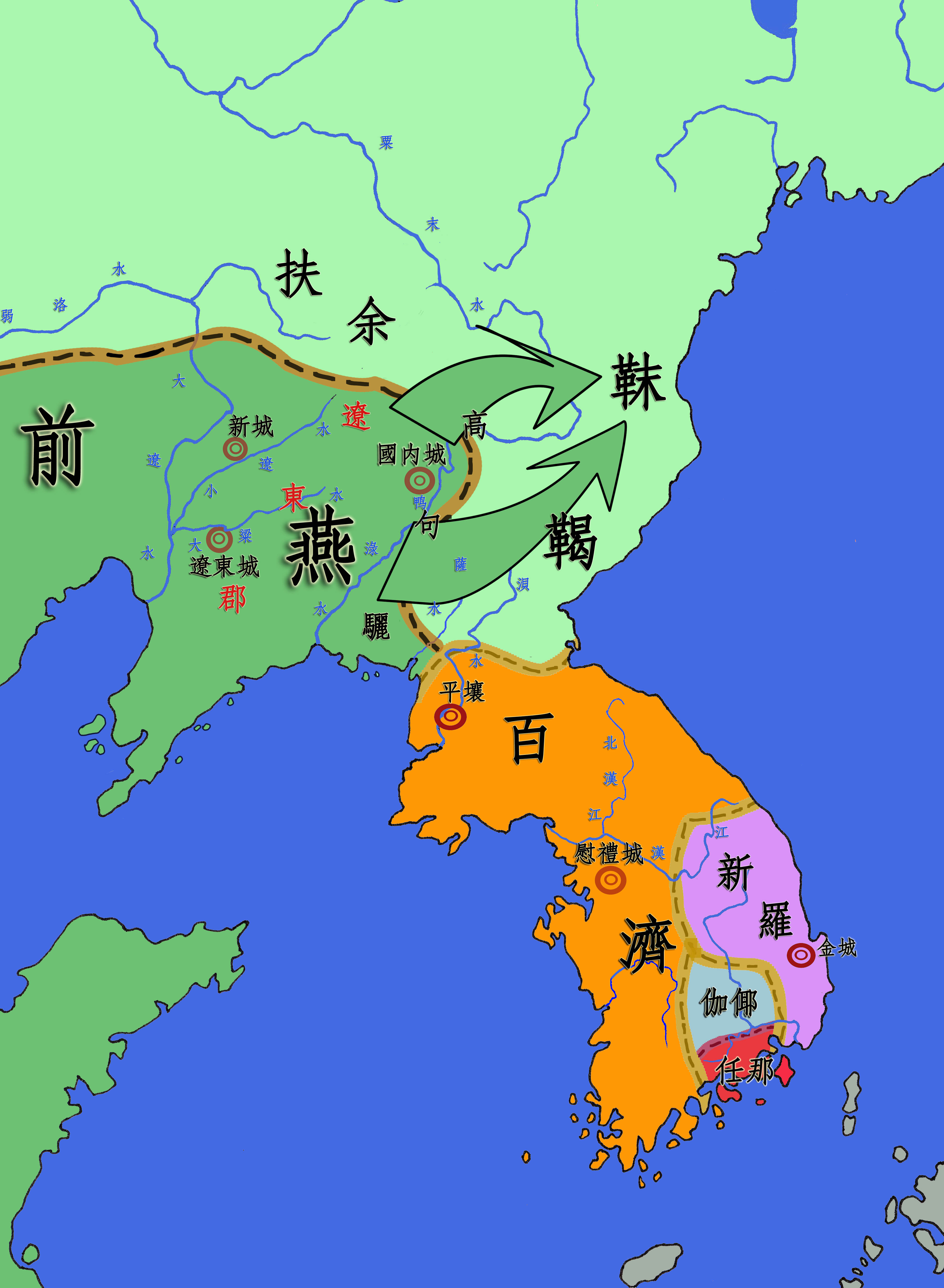
Mapa de Mujong.

Sobre la segunda mitad del siglo III, los mujong crearon un reino propio en la región del río Leao, al suroeste de la moderna Manchuria, en el territorio que habían dejado libre los wu-huan. En el siglo siguiente se enfrentaron a la dinastía de los Han septentrionales fundada por un príncipe xiongnu, y después a la dinastía de los Txao posteriores (o Tchao posteriores) que se hundió a la muerte del soberano Xe-Hu en 349, cuando sus herederos y los generales se disputaron la sucesión, y los mujong aprovecharon la anarquía para apoderarse de la Hopei (entre 350 y 352), Shansi y Shantung.
De la lucha salieron vencedores los mujong dirigidos por Mujong Tsiun (349-360) que verso el 350 establecieron su capital a Yen (Ki) la moderna Pekín o Beijing, y más tarde, el 357, a Yé (Tchang-tono). Su alcurnia fue conocida como dinastía de los Yen anteriores o Yan anteriores o Ts'yen Yen (349-370). En 364 su sucesor todavía dominaba Lo-yang que efímeramente había sido recuperada por los Jin meridionales, y avanzó hacia la orilla norte del Huau-lo en 366. 
En 369 el rey de la dinastía de los Jin anteriores (o Qion o Ts'in anteriores o Ts'ein Ts'in), Fu Kien, ocupó Lo-yang a los mujong y a continuación Te ay-yuan y finalmente Yé (Tchang-tö) la capital, donde hizo prisionero a su rey y acabó con la dinastía de los Yen anteriores, incorporando sus territorios (Hopei, Shansi, Shantung y Honan) a los que ya poseía en el Shensi.
Una grave derrota de los Jin o Qin anteriores contra el imperio chino del sur en 383, provocó la revuelta de los mujong, bajo dirección de Tx'uei, que había servido a las órdenes de Fu Kien, y se apoderó de Hopei y Shantung donde fundó una dinastía conocida como la dinastía de los Yen posteriores (Heou Yen) que duró del 384 al 407 con capital en Txong-xan (moderna Ting-txeu, en Hopei).
Otra cabeza mujong también se sublevó y fundó un reino en el Shansi conocido por dinastía de los Yen Occidentales (Si Yen) que sólo duró hasta 394, cuando cayó en manos de los Yen posteriores.
Finalmente otro general de Fu Kien, de nombre Yao Tx'ang, probablemente tibetano, se apoderó del Shensi y parte de Honan, y fundó la dinastía de los Jin posteriores (Heou Ts'in) que duró del 384 al 417 y tuvo por capital Txangngan (en aquel momento denominada King-txao).